# Moriz Schroth
Moriz Schroth (* 2. Juli 1853 in Wien; † 4. April 1937 ebenda) war ein österreichischer Bildhauer und Gipsgießer.
Er arbeitete als Gipsgießer („Kunstformer“) in der von seinem Vater Alexander (1828–1899) geleiteten Gipsgießerei des Österreichischen Museums für Kunst und Industrie in Wien. Nach dessen Tod übernahm er diese und führte sie ab 1905 in eigener Regie weiter (Adresse Wien XII., Dunklergasse 14, Stadtbahnviadukt 9 bis 11). 1908 stellte er diese aus Arbeitsmangel ein und verkaufte sie 1918, 1920 wurde sie endgültig geschlossen.
Er fertigte Totenmasken von prominenten Wiener Persönlichkeiten seiner Zeit, so etwa Marie von Ebner-Eschenbach, Gustav Klimt und Karl Lueger.